# Tetsurō Nomura
Tetsurō Nomura (野村 哲郎, Nomura Tetsurō), né le 20 novembre 1943 dans la préfecture de Kagoshima, est un homme politique japonais.

## Biographie

### Enfance et formation
En mars 1962, il est diplômé de l'École junior et senior de La Salle (ja).

### Vie politique
En décembre 1969, il entre à l'Union centrale des coopératives agricoles de Kagoshima dont il devient le directeur exécutif en juin 1999.
Entre août 2008 et septembre 2009, il est Secrétaire parlementaire pour l’Agriculture, les Forêts et les Pêches. Depuis août 2022, il est ministre de l’Agriculture, des Forêts et de la Pêche dans le gouvernement Gouvernement Kishida II.

#### Accord avec la FIDA
En tant que ministre, il signe un accord entre son ministère et la FIDA visant à renforcer le partenariat stratégique entre les deux institutions, qui vise à rendre les pratiques des petits exploitants et les systèmes alimentaires locaux dans le monde plus résilients et plus durables grâce à une participation accrue des entreprises du secteur privé.

#### Sushi terrorisme
Interrogé au sujet du sushi terrorisme, il a déclaré : « Il est très regrettable qu’un tel acte ait eu lieu, car il a eu un impact significatif sur les opérateurs de l’industrie alimentaire et le ministère de l’Agriculture, des Forêts et de la Pêche accordera une attention particulière à la situation à l’avenir. ».

#### ChatGPT
Il lance un programme basé sur ChatGPT destiné à simplifier les formalités administratives.